# Linder Biologie
Der „Linder Biologie“ ist ein Schulbuch für die Gymnasiale Oberstufe, das 1948 von Hermann Linder begründet wurde.

Linder (* 25. April 1889 in Ebingen, Albstadt; † 3. Juni 1980 in Esslingen am Neckar, 1912 in Tübingen promoviert, ab 1918 Realschullehrer in Freudenstadt, von 1927 bis 1953 Gymnasiallehrer in Esslingen, 1948 Oberstudienrat) war ein Lehrer, dessen Name zum Markenzeichen des Lehrbuches wurde. Schon vorher war er ein namhafter Lehrerausbilder in Württemberg. Er blieb bis 1967 Hauptautor und Herausgeber. Sein erster Nachfolger als Herausgeber war Hans Knodel. Linder gilt als zentraler Vertreter der Biologiedidaktik besonders durch seine Forderung nach Arbeitsunterricht.
„Der Biologieunterricht darf nicht nur abfragbares Wissen übermitteln. Er muß bilden, d. h. den Schüler zum Verständnis der belebten Natur und der in ihr waltenden Gesetze führen, ihre Bedeutung für das menschliche Sein darlegen und sichere lebensgesetzliche Grundlagen für die geistige Auseinandersetzung unserer Zeit vermitteln. Nicht zu Vielwisserei  soll der Unterricht führen, sondern zur Erkenntnis auf Grund von Einsichten. Der Arbeitsunterricht soll die Schüler an Hand des Naturobjektes zur Erkenntnis führen und ergänzt diesen Weg durch Beobachtungen und Versuche am lebenden Objekt im Klassenzimmer und im Freien. Der Schüler, der es gelernt hat, selbständig einen Naturgegenstand zielbewußt zu untersuchen oder zu beobachten und zu beschreiben, der es versteht, durch Vergleichen das Wesentliche der Erscheinungen herauszuschälen, der hat sich damit Fähigkeiten erworben, die ihm auch im späteren Leben von einiger Bedeutung sein werden. Seine Sinne sind geschärft, das kritische Denken ist geschult worden. Zu dem ‚Wissen‘ gesellt sich daher ebenbürtig das ‚Können‘. Vor allem ist die Erziehung zur Selbstbetätigung die Voraussetzung für eine wissenschaftlich vertiefte Unterrichtsarbeit, die wir an unseren höheren Schulen anstreben müssen.“ (Zur Behandlung des Unterrichts in Menschenkunde (Der Biologe), 1932)
Das Schulbuch wird als Standardwerk der Schulliteratur im Fach Biologie angesehen. 2019 erschien die 24. Auflage, die inhaltlich neu bearbeitet wurde. Herausgeber dieser Ausgabe sind Horst Bayrhuber, Rainer Drös und Wolfgang Hauber.
In Deutschland wurde der „Linder Biologie“ ursprünglich beim J. B. Metzler Verlag verlegt, wechselte in den 1990er Jahren innerhalb der Verlagsgruppe Georg von Holtzbrinck zum Schroedel Verlag und mit diesem 2004 zur Westermann Gruppe (Braunschweig), in Österreich erscheint das Buch beim Verlag E. Dorner.

## Einzelbelege
1. ↑  Hermann Linder. Pädagoge, Biologe. (uni-stuttgart.de [PDF]).